# Mikołaj (Pocztowy)
Mikołaj, imię świeckie Ołeksandr Heorhijowycz Pocztowy (ur. 13 marca 1970 w Kijowie) – biskup Ukraińskiego Kościoła Prawosławnego Patriarchatu Moskiewskiego.

## Życiorys
Jest synem duchownego prawosławnego. Po odbyciu zasadniczej służby wojskowej w latach 1988–1990 wstąpił do seminarium duchownego w Kijowie. W 1992 przyjął święcenia diakońskie z rąk metropolity kijowskiego i całej Ukrainy Włodzimierza. Święceń kapłańskich udzielił mu 23 sierpnia tego samego roku biskup czerkaski i kaniowski Sofroniusz. We wrześniu 1992, będąc nadal słuchaczem kijowskiego seminarium, został proboszczem parafii Trójcy Świętej w Helmiazowie (obwód czerkaski). W 1996, po ukończeniu seminarium, rozpoczął wyższe studia teologiczne w Kijowskiej Akademii Duchownej.
10 września 1999 prorektor Kijowskiej Akademii Duchownej, archimandryta Mitrofan, przyjął od niego wieczyste śluby mnisze, nadając mu imię Mikołaj na cześć św. Mikołaja Japońskiego. Rok później mnich Mikołaj ukończył Akademię, uzyskując dyplom kandydata nauk teologicznych. W 2000 został również etatowym duchownym cerkwi św. Michała przy Szpitalu Październikowym w Kijowie. W 2001 otrzymał godność igumena. Służył następnie w monasterze św. Flora w Kijowie (2003–2006), cerkwi świętych Wiery, Nadziei i Luby oraz matki ich Zofii przy szpitalu obwodowym w Kijowie (2006–2008), cerkwi św. Dymitra w Kijowie (2008–2013). W 2009 otrzymał godność archimandryty.
W marcu 2013 został kierownikiem wydziału informacyjno-oświatowego eparchii kijowskiej Ukraińskiego Kościoła Prawosławnego Patriarchatu Moskiewskiego. W tym samym miesiącu Święty Synod Kościoła nominował go na biskupa wasylkowskiego, wikariusza eparchii kijowskiej. Chirotonia biskupia odbyła się dwa dni później w cerkwi Świętych Antoniego i Teodozjusza Pieczerskich na terenie ławry Peczerskiej.
17 sierpnia 2020 r. otrzymał godność arcybiskupa.
W 2022 r. został mianowany ordynariuszem eparchii kirowohradzkiej. W 2024 r. otrzymał godność metropolity.